# Unterseeboot U-77 (1916)
Pour les autres navires du même nom, voir Unterseeboot 77.
L'Unterseeboot U-77 est l’un des 329 sous-marins servant dans la Kaiserliche Marine pendant la Première Guerre mondiale. Il a été engagé dans la guerre au commerce maritime pendant la première bataille de l'Atlantique.

## Conception
Les sous-marins de type UE I ont été précédés par les sous-marins de type U-66, plus longs. L'U-77 avait un déplacement de 755 tonnes en surface et de 832 tonnes en immersion. Il avait une longueur de 56,80 m et 46,66 m pour sa coque pressurisée, une largeur de 5,90 m, une hauteur de 8,25 m et un tirant d'eau de 4,86 m. Le sous-marin était propulsé par deux moteurs de 900 ch (660 kW) en surface, et deux moteurs de 800 chevaux (590 kW) en immersion. Il avait deux arbres d'hélice. Il était capable d’opérer à des profondeurs allant jusqu’à 50 mètres.
Le sous-marin avait une vitesse maximale de 9,9 nœuds (18,3 km/h) en surface et de 7,9 nœuds (14,6 km/h) en immersion. Il pouvait parcourir 7880 milles marins (14590 km) à 7 nœuds (13 km/h) en surface et 83 milles marins (154 km) à 4 nœuds (7,4 km/h) en immersion. L’U-77 était équipé de deux tubes lance-torpilles de 50 centimètres (un à l’avant tribord et un à l’arrière tribord), de quatre torpilles et d’un canon de pont de 8,8 centimètres. Il avait un équipage de trente-deux personnes, vingt-huit hommes et quatre officiers.

## Opérations
L'U-77 était commandé par le Kapitänleutnant Erich Günzel, qui a été perdu avec lui. Il est sorti en 1916 des docks de AG Vulcan à Hambourg. En mai et juin, il était à l’école de Kiel. Il entra pour la première fois en mer du Nord le 29 juin, avec l'U-76, pour rejoindre la 1ère demi-flottille.
Le 5 juillet 1916, il est parti vers le nord, et posa des mines entre 57° 45′ N, 2° 12′ O et 57° 47′ N, 2° 23′ O environ. Il semble qu’il ait coulé à 57° 35′ N, 1° 27′ O le 7 juillet 1916 avant minuit, à la suite d’un accident. Avant cela, il avait posé des mines au large de Kinnaird Head. Précédemment, on pensait que l'U-77 avait coulé en mai 1916 au large de Dunbar, en Écosse, à la suite d’un accident de manutention de mines. Le sous-marin impliqué était en fait l'U-74.

## Affectations
- Flottille I : du 29 juin au 7 juillet 1916.

## Commandants
- Kapitänleutnant Erich Günzel[5] : du 10 mars au 7 juillet 1916.